# Шульц Кист, Сюзетт
Сюзетт Шульц Кист (6 августа, 1892 – 5 сентября 1932) – американская художница.

## Биография
Сюзетт Шульц Кист родилась в 1892 году. Училась в Филадельфийской школе дизайна для женщин и Пенсильванской академии изящных искусств. Её учителями были Хью Генри Брэкенридж и Уильям Чейз. В 1911 году получила стипендию Cresson European Scholarship от Пенсильванской академии искусств, благодаря которой смогла отправиться летом в Европу. В 1919 году вышла замуж за архитектора Уильяма Ричарда Мортона Киста, у них было две дочери. Супружеская пара часто путешествовала и они совершили несколько поездок в Японию и Китай. В 1922 году Пенсильванская академии изящных искусств приобрела картину художницы Inner Harbor. В 1930 году Кист стала членом Филадельфийской десятки. Она также была членом Plastic Club.
Сюзетт Шульц Кист внезапно скончалась в 1932 году.